# سانتاهامینا
سانتاهامینا (سوئدی: Sandhamn) یک جزیره و از محله‌های شرقی هلسینکی، فنلاند است.
در حال حاضر این جزیزه یک پایگاه نظامی است. دانشگاه دفاع ملی فنلاند (NDU) نیز در این جزیره واقع شده‌است.